# Neorhynchocephalus mexicanus
Neorhynchocephalus mexicanus är en tvåvingeart som beskrevs av Joseph Charles Bequaert 1934. Neorhynchocephalus mexicanus ingår i släktet Neorhynchocephalus och familjen Nemestrinidae. Inga underarter finns listade i Catalogue of Life.